# Bildungssystem in Portugal

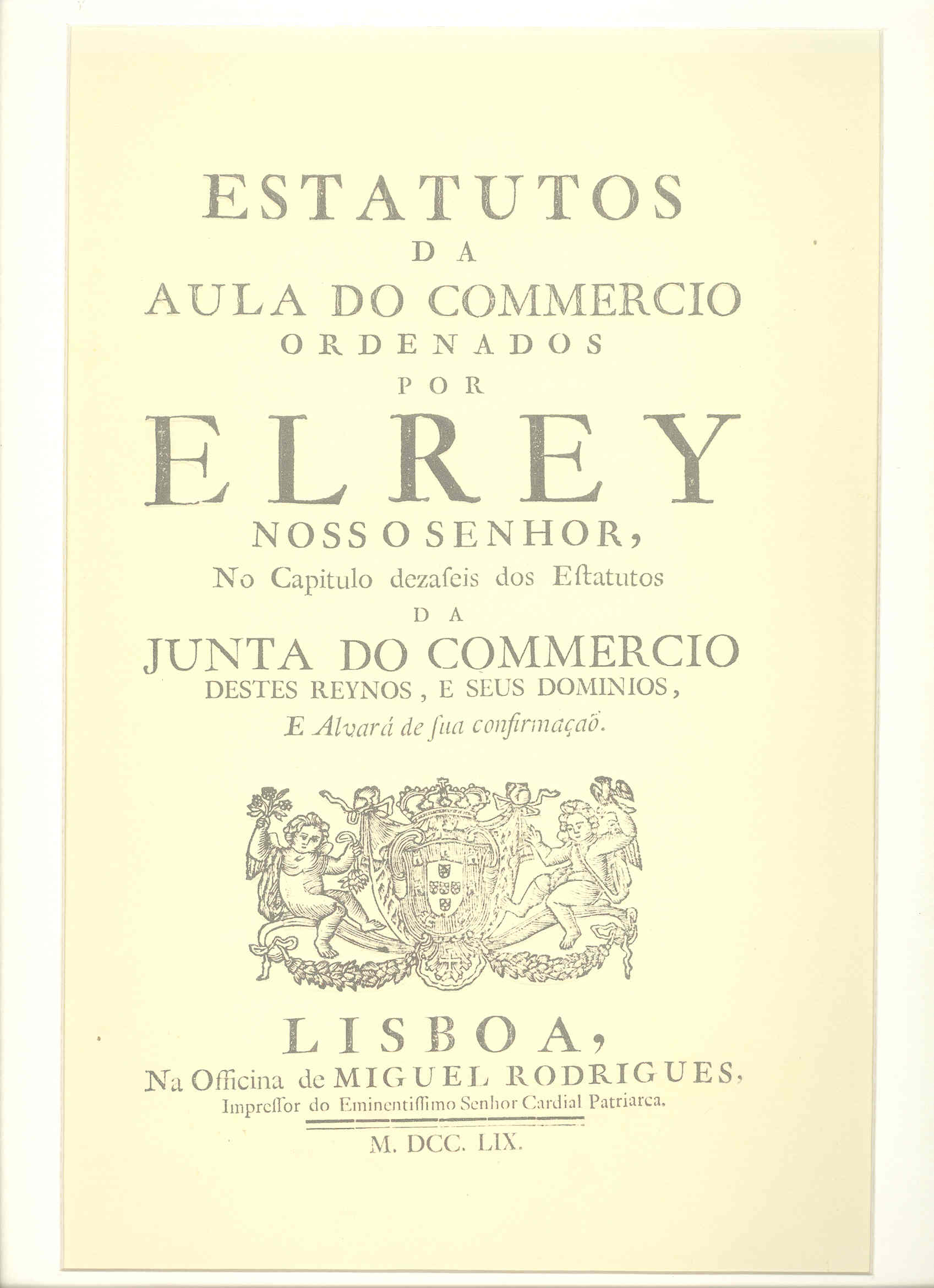
Facsimile der Statuten der Aula do Commércio (Handelshof mit einer Schule, 1759) Lissabon

Das Bildungssystem in Portugal wird vom Staat durch das Bildungsministerium und das Ministerium für Wissenschaft, Technologie und Hochschulbildung reguliert. Das Bildungswesen gliedert sich in drei Phasen: Ensino básico (Grund-/Erstbildung), Ensino secundário (Sekundarschulbildung) und Ensino superior (Hochschulbildung).

## Allgemeines

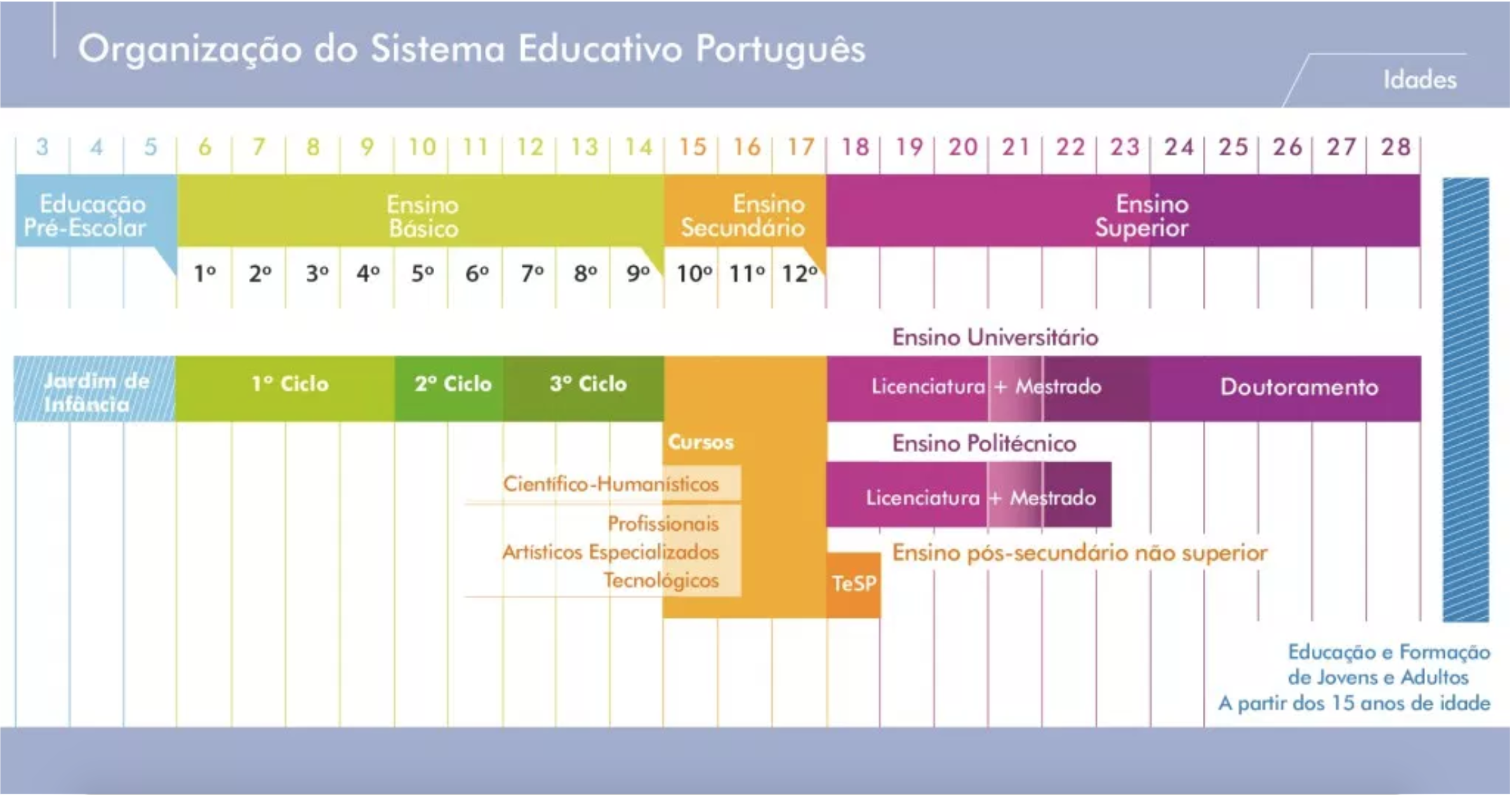
Organisation des Bildungssystems in Portugal

In Portugal währt die Schulpflicht vom 6. Lebensjahr bis zur 9. Klasse. Dann folgen noch drei weitere Pflichtjahre, um das Abitur oder eine Berufsausbildung anzustreben. Jedes Schuljahr ist in 3 Perioden unterteilt:
- 1. Periode: ~ 10. September bis 14. Dezember
- 2. Periode: ~ vom 3. Januar bis zu den letzten zwei Wochen vor den Osterferien
- 3. Periode: Dienstag nach den Osterferien bis Mitte Juni

Die Alphabetisierungsrate bei Erwachsenen liegt offiziell bei 96 Prozent. Das ist eine gewaltige Steigerung gegenüber 1975, als sie noch bei 55 Prozent lag. 1981 waren von der Gesamtbevölkerung Portugals (ca. 8,5 Mio.) etwa 1,7 Mio. (20 %) Analphabeten, davon über 1 Million Frauen (59 %) und 700 000 Männer (41 %). Dies wurde als größtes Problem seitdem konsequent behoben.
Bei den ersten PISA-Studien im Jahr 2000 rangierte Portugal am unteren Ende der Liste. Mittlerweile (2018) liegt es mit 492 Punkten leicht über dem OECD-Durchschnitt (489) und sogar über dem reicheren Nachbarn Spanien (481).
Nur noch 4 Prozent der Schüler gehen auf staatlich finanzierte Privatschulen, knapp 83 Prozent auf öffentliche Schulen, die restlichen 13 Prozent auf private Einrichtungen, für die ausschließlich die Eltern bezahlen. Die Römisch-katholische Kirche in Portugal unterhält noch Hunderte von Schulen sowie die Universidade Católica Portuguesa (gegründet 1968) mit Fakultäten in Lissabon und Braga. Sie bietet gemäß dem Konkordat von 2004 auch den Religionsunterricht in öffentlichen Schulen an, doch nur mit Zustimmung. Trotzdem ist dieser in Portugal umstritten, wie ein Vorstoß des Vorsitzenden der Kommission für Religionsfreiheit und ehemaligen Justizministers Vera Jardim 2017 zeigte. Er wollte ihn durch eine Bürgererziehung ersetzen.

## Struktur des Bildungssystems
| Bildungssystem in Portugal             | Bildungssystem in Portugal                    | Bildungssystem in Portugal                    |
| -------------------------------------- | --------------------------------------------- | --------------------------------------------- |
| Ensino secundário Sekundarschulbildung | 12.° ano + Exame 12.° (= 12. Klasse + Abitur) | 12.° ano + Exame 12.° (= 12. Klasse + Abitur) |
| Ensino secundário Sekundarschulbildung | 11.° ano                                      |                                               |
| Ensino secundário Sekundarschulbildung | 10.° ano                                      |                                               |
| Ensino básico Grundbildung             | 3.° ciclo 3. Zyklus                           | 9.° ano                                       |
| Ensino básico Grundbildung             | 3.° ciclo 3. Zyklus                           | 8.° ano                                       |
| Ensino básico Grundbildung             | 3.° ciclo 3. Zyklus                           | 7.° ano                                       |
| Ensino básico Grundbildung             | 2.° ciclo 2. Zyklus                           | 6.° ano                                       |
| Ensino básico Grundbildung             | 2.° ciclo 2. Zyklus                           | 5.° ano                                       |
| Ensino básico Grundbildung             | 1.° ciclo 1. Zyklus                           | 4.° ano                                       |
| Ensino básico Grundbildung             | 1.° ciclo 1. Zyklus                           | 3.° ano                                       |
| Ensino básico Grundbildung             | 1.° ciclo 1. Zyklus                           | 2.° ano                                       |
| Ensino básico Grundbildung             | 1.° ciclo 1. Zyklus                           | 1.° ano                                       |

## Grundbildung
Die Grundausbildung ist in drei Zyklen unterteilt: 1. Zyklus (1.º ciclo), 2. Zyklus (2.º ciclo) und 3. Zyklus (3.º ciclo).

### 1. Zyklus
Die unterrichteten Fächer sind Mathematik, Portugiesisch, Englisch (1. Fremdsprachenunterricht), Kunst und Sport. Weitere Pflichtstunden, die von öffentlichen Grundschulen in Portugal angeboten werden, sind Studienhilfe/Aufgaben.

### 2. Zyklus
Ab Zyklus 2 werden die Schüler auf einer nichtlinearen Skala von 1 bis 5 bewertet, wobei jede Punktzahl einem der Prozentsätze in der nachstehenden Tabelle entspricht:
Im zweiten Zyklus gelehrte Fächer
| Portugiesisch Englisch Mathematik Naturwissenschaften Technologische Ausbildung (Informatik) | Geschichte und Geographie Portugals Visuelle Bildung (Kunstunterricht) Musik Sport Moralunterricht oder Religionsunterricht (Wahlkurs) |

Jede öffentliche Schule muss eine bestimmte Anzahl von Stunden an Hausaufgabenbetreuung anbieten.

### 3. Zyklus
Im dritten Zyklus gelehrte Fächer
| Portugiesisch Englisch 2. Fremdsprache1 Mathematik Naturwissenschaften Physik/Chemie | Geschichte und allgemeine Geographie Musik Technologische Ausbildung (Informatik) Visuelle Bildung (Kunstunterricht) Sport Moralunterricht oder Religionsunterricht (Wahlkurs) |

1Die zweite Fremdsprache kann der Schüler frei wählen. Es kann eine der folgenden Sprachen sein:
- Spanisch
- Französisch
- Deutsch

### Beispiele eines Sprachenunterrichts (2020/21)
- Beispiel eines Spanischunterrichts (im 3. Zyklus) : https://www.youtube.com/watch?v=z8GoCab-bM4
- Beispiel eines Französischunterrichts (im 3. Zyklus) : https://www.rtp.pt/play/estudoemcasa/p7175/frances-3-ciclo
- Beispiel eines Deutschunterrichts der 10. Klasse : https://www.rtp.pt/play/estudoemcasa/p7868/alemao-10-ano

### Tests und Prüfungen
Im 1. Zyklus (1.º ciclo) werden Bewertungen von Insuficiente (ungenügend/nicht befriedigend) bis Excelente/Muito bom (ausgezeichnet) durchgeführt.
| Klassifikation des Äquivalenznachweises | Bewertung                                    | Endgültige Note |
| --------------------------------------- | -------------------------------------------- | --------------- |
| 0 % – 19 %                              | Insuficiente (ungenügend/nicht befriedigend) | 1               |
| 20 % – 49 %                             | Insuficiente (ungenügend/nicht befriedigend) | 2               |
| 50 % – 69 %                             | Satisfatório (befriedigend)                  | 3               |
| 70 % – 89 %                             | Bom (gut)                                    | 4               |
| 90 % – 100 %                            | Muito bom (sehr gut/ausgezeichnet)           | 5               |

Im dritten Zyklus werden die Schüler der 8. Klasse mittels Benchmarking-Tests in den Fächern Mathematik und Portugiesisch bewertet. Diese beiden Tests finden gewöhnlich im Juli statt.
In der 9. Klasse werden die Schüler durch die nationalen Prüfungen in den Fächern Portugiesisch und Mathematik bewertet. Bei dieser Prüfung werden im Gegensatz zu den Einstufungstests die Noten der Schüler im Jahresdurchschnitt ermittelt.

### Unterricht in Fremdsprachen
Eine Eigeneinschätzung der Sprachkenntnisse der Portugiesen im Jahr 2011 zeigte, dass 27 % von ihnen eine Fremdsprache, 21 % zwei Fremdsprachen und 12 % drei Fremdsprachen beherrschen.
Seit 2005 ist der Englischunterricht ab dem zweiten Jahr der Grundschule obligatorisch. Ab dem zweiten Zyklus wird fast überall Englisch als erste Fremdsprache gewählt. Schulen bieten andere Sprachen selten an.
Seit 2004 ist das Erlernen einer zweiten Fremdsprache ab dem 3. Zyklus obligatorisch. In der Mehrzahl der Fälle wird Französisch gewählt, gefolgt von Spanisch (Kastilisch). Deutsch ist bei den Schülern am wenigsten beliebt.

## Sekundarschulbildung: 10., 11. und 12. Klasse
In der Sekundarschule müssen die Schüler zwischen einer der folgenden Optionen wählen:
1. Cursos Científico-Humanísticos (Wissenschaftlich-humanistische Kurse)
2. Cursos com Planos Próprios (Kurse mit eigenen Plänen)
3. Cursos Artísticos Especializados (Spezialisierte Kurse für Künstler)
4. Cursos Profissionais (Professionelle Kurse)
5. Ensino Secundário na Modalidade de Ensino Recorrente (Sekundarschulbildung im Wiederholungsmodus)
6. Cursos Vocacionais (Berufliche Kurse)

Von den sechs Optionen sind die am häufigsten gewählten 1 und 4.
Der Sekundarunterricht ist anders organisiert. Da es sich um eine voruniversitäre Ausbildung handelt, müssen die Studenten sich ein Profil wählen. Die Bewertung erfolgt nun auf einer linearen Skala von 1 bis 20 Werten (auch unter Verwendung von Dezimalwerten, z. B. 10,1 oder 18,3).

### Cursos Científico-Humanísticos
Die naturwissenschaftlich-humanistischen Studiengänge (cursos Científico-Humanísticos) stellen ein Bildungsangebot dar, das auf ein höheres Niveau ausgerichtet ist. Sie richten sich an Schüler, die die 9. Klasse oder eine gleichwertige Ausbildung abgeschlossen haben, und haben eine Dauer von 3 Schuljahren, die dem 10., 11. und 12. Klasse entsprechen. Am Ende verleihen sie ein diploma de conclusão do Ensino Secundário (=Diplom der 12. Klasse/Abitur).
Es gibt vier wissenschaftlich-humanistische Studiengänge:
1. Kurs für Wissenschaft und Technologie (ehemals Wissenschaftlich-Naturwissenschaftlich);
2. Kurs für Kunst;
3. Kurs für sozioökonomische Wissenschaften (ehemaliger Kurs Wirtschaft);
4. Kurs in Sprachen und Geisteswissenschaften.

Die Studienpläne der Kurse integrieren:
- die allgemeine Ausbildungskomponente, die allen vier Kursen gemeinsam ist und zum Aufbau der persönlichen, sozialen und kulturellen Identität junger Menschen beitragen soll. Es besteht aus den folgenden Themen:
  - Portugiesisch;
  - Fremdsprache I, II oder III (Deutsch, Spanisch, Französisch oder Englisch);
  - Philosophie;
  - Sportunterricht.

- die spezifische Ausbildungskomponente, die auf eine wissenschaftliche Ausbildung auf dem Gebiet des jeweiligen Kurses abzielt. Die Themen dieser Ausbildung hängen vom jeweiligen Kurs ab:
  - Ein obligatorischer dreijähriger Kurs (10., 11. und 12. Jahrgang);
  - Zwei alle zwei Jahre stattfindende Fächer (10. und 11. Jahrgang), die aus der Palette der Optionen jedes Studiengangs auszuwählen sind, wobei beide obligatorisch mit seiner Art verbunden sind;
  - Zwei Jahresfächer (12. Jahrgang), die aus den Optionen jedes Kurses auszuwählen sind.

- Moral- und Religionsunterricht, der fakultativ besucht werden kann.

Die Schüler der wissenschaftlich-humanistischen Studiengänge müssen vier nationale Prüfungen (port.: Exames Nacionais) ablegen:
- In der 11. Klasse:
  - Auf zwei zweijährliche Themen der spezifischen Ausbildungskomponente oder auf eines der zweijährlichen Themen der spezifischen Ausbildungskomponente und auf die Philosophie-Komponente der allgemeinen Ausbildungskomponente, je nach Wahl des Schülers.

- In der 12. Klasse:
  - Portugiesisch
  - dreijährliche Fächer (Fremdsprache I, II oder III (Deutsch, Spanisch, Französisch oder Englisch); Philosophie; Sportunterricht)

Diese nationalen Prüfungen werden bei der Berechnung der endgültigen Einstufung des Faches mit einem Gewicht von 30 % berücksichtigt. Die restlichen 70 % werden durch das einfache arithmetische Mittel der Noten bestimmt, die in den 2/3 Jahren erzielt wurden, in denen der Student das betreffende Fach studiert hat.
Für den Zugang zur Hochschulbildung sind Prüfungen erforderlich, die bereits in der Sekundarschule abgelegt wurden, und es ist nicht notwendig, zusätzliche Aufnahmeprüfungen abzulegen.

### Cursos Profissionais
Für die berufliche Bildung (cursos Profissionais) in Portugal ist die Agência Nacional para a Qualificação e o Ensino Profissional, I.P., zuständig.
Die Berufskurse, die sich durch eine starke Verbindung mit der Berufswelt auszeichnen, stellen ein Bildungsangebot dar, das auf die Entwicklung von Fähigkeiten für die Ausübung eines Berufes in Verbindung mit dem lokalen Wirtschaftssektor abzielt.
Sie werden gemeinhin als geeigneter für Studenten angegeben, die eine praxis- und arbeitsmarktorientiertere Ausbildung anstreben, wobei andererseits die Möglichkeit einer Fortsetzung des Studiums nicht ausgeschlossen wird.
Der Studienplan umfasst drei Ausbildungskomponenten, in denen die angegebenen Themen enthalten sind:
- Soziokulturell:
  - Portugiesisch
  - Fremdsprache I, II oder III (Deutsch, Spanisch, Französisch oder Englisch);
  - Informatikunterricht;
  - Sportunterricht.

- Wissenschaftlich:
  - 2 bis 3 Fächer (im jeweiligen Ausbildungsbereich)

- Technisch:
  - 3 bis 4 Fächer (im jeweiligen Ausbildungsbereich)

Diese Kurse gipfeln in der Präsentation eines Projekts, dem so genannten Prova de Aptidão Profissional (PAP), in dem die Studenten die während der Ausbildung entwickelten Fähigkeiten und Kenntnisse unter Beweis stellen.
Die Berufskurse sind auf 39 Ausbildungsbereiche verteilt, die auf der Website von ANQEP aufgeführt sind.

## Hochschulbildung

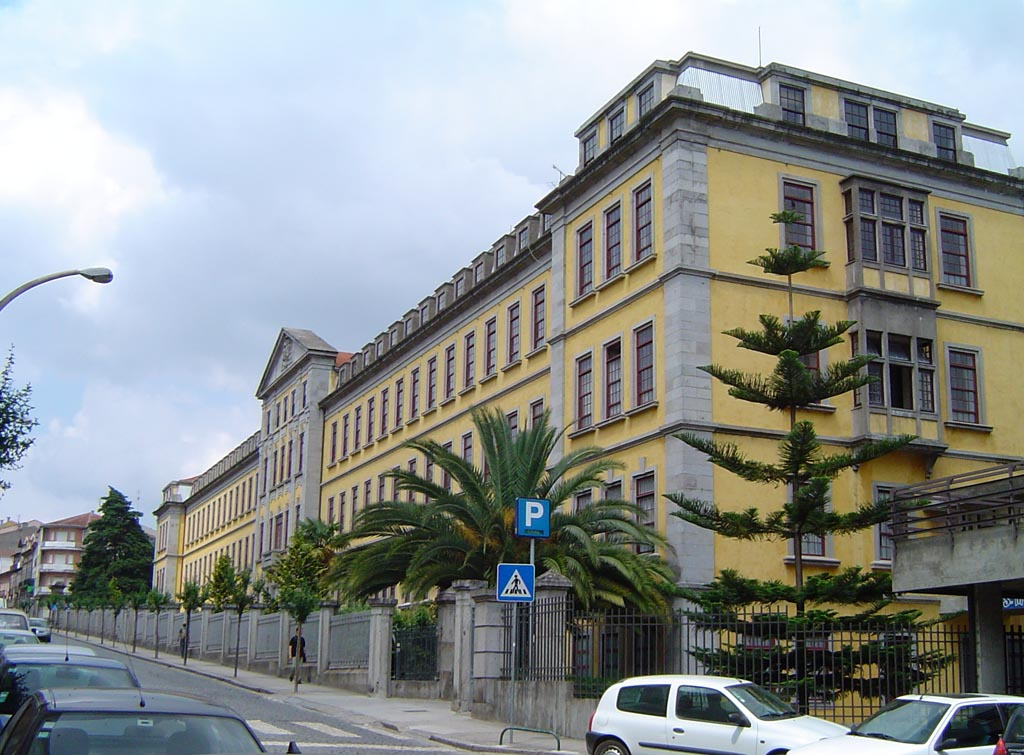
Universität Braga

In Portugal gibt es staatliche und private Unis („universidades“) sowie staatliche und private Fachhochschulen („escolas politécnicas“). Studiengebühren sind üblich – bei staatlichen Schulen weniger als bei privaten, zudem unterschiedliche Gebühren je nach Fachrichtung. Zur Einschreibungsgebühr an Universität oder Fachhochschule kommen noch Gebühren für die Vergabe von Zeugnissen und Diplomen („propinas“).
Es gibt ein Bewerbungsverfahren in der Hand der Hochschulen, allein das Abitur reicht nicht. Das Hochschulwesen in Portugal ist in zwei Haupttypen unterteilt:

### Universitäre Hochschulbildung
Liste der Universitäten und Hochschulen in Portugal
Die universitäre Lehre ist auf die Forschung und die Schaffung von wissenschaftlichem und kulturellem Wissen ausgerichtet.
| Doutoramento (Doktorat) 3 Jahre oder mehr |
| Maestrado (Master) 1–2 Jahre              |
| Licenciatura (Bachelor) 2–3 Jahre         |

### Polytechnische Hochschulbildung
Die polytechnische Ausbildung ist auf angewandte Forschung und die Schaffung von anwendungsbezogenem beruflichem Wissen ausgerichtet.
| Maestrado (Master) 1–2 Jahre      |
| Licenciatura (Bachelor) 2–3 Jahre |

## Geschichte

### Allgemein

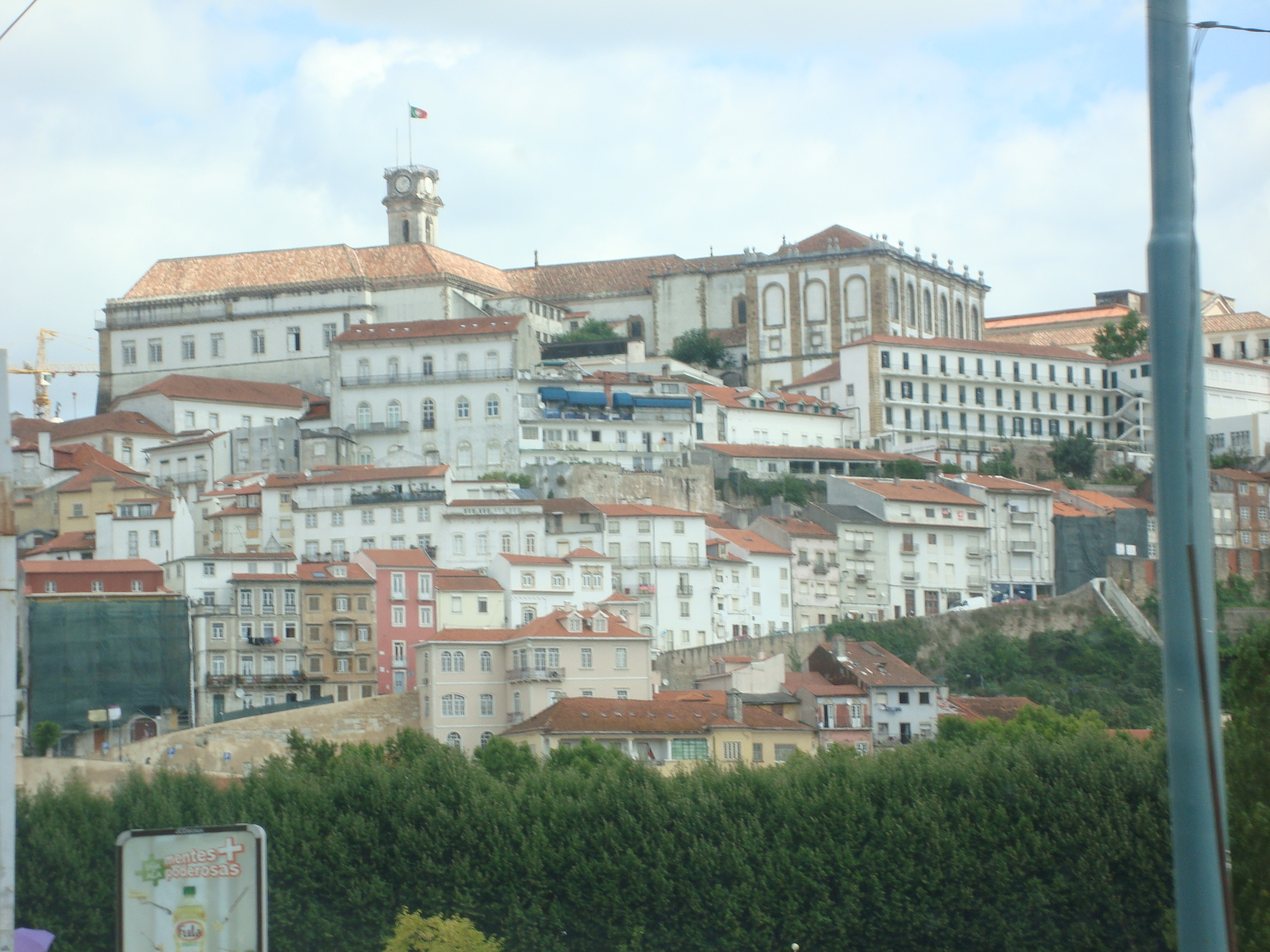
Turm der Universität Coimbra

Bereits 1290 gründete der portugiesischen König Dionysius (Dom Dinis) die Universität Coimbra, die für Jahrhunderte das wissenschaftliche Zentrum blieb. Das Schulwesen lag völlig in der Hand der Kirche, der Jesuitenorden beherrschte das höhere Schulwesen, seit 1599 unter anderem die Schule in Portimão, gegründet vom späteren Großinquisitor Fernando Martins de Mascarenhas, oder in Funchal (Madeira) und Ponta Delgada (Azoren). Ein bedeutender Philosoph und Lehrer war Pedro da Fonseca (1528–1599), der an der Jesuitenuniversität in Évora lehrte. Pedro Nunes lehrte Mathematik in Coimbra, sein Schüler war der Deutsche Christoph Clavius, maßgeblich an der Kalenderreform von Papst Gregor beteiligt. Die Jesuiten gründeten auch Schulen in Übersee, in Madeira, Goa und in Brasilien. An der Volksbildung waren sie weniger interessiert. Sebastião José de Carvalho e Melo, der Marquês de Pombal, gründete Mitte des 18. Jahrhunderts eine Handelsschule (Aula de Comercio) in Lissabon und eine Seeschifffahrtsschule (Aula de Nautica) in Porto.
Nach der Liberalen Revolution 1820 wurde zwischen 1832 und 1837 die allgemeine Schulpflicht mit Schulgeldfreiheit für eine drei- bis vierjährige Volksschule eingeführt, doch kaum durchgesetzt. Über private gymnasiale Schulen kamen die Kinder der reicheren Schicht zu einem akademischen Studium in Lissabon, Coimbra und Porto. 1910 wurde das Volks- und Grundschulwesen neu organisiert und die Lehrerausbildung professionalisiert. Die Kommunen hatten für Schulgebäude und Ausstattung einzutreten, was auf dem Land kaum möglich war. 1926/27 wurde mit Ende der Republik das Schulwesen wieder umstrukturiert. Die Pflichtschulzeit wurde auf vier Jahre begrenzt. Unter Antonio Salazar ging es nur langsam voran: 1930 wurde die Pflicht aus Sparsamkeit auf drei Jahre reduziert, 1956 differenziert: vier Jahre für Jungen und drei Jahre für Mädchen, 1960 für beide Geschlechter auf vier Jahre festgesetzt, offiziell auf sechs Jahre verlängert, aber nur in den Städten teilweise von den Eltern angenommen.

### Geschichte der Sekundarschulbildung in Portugal

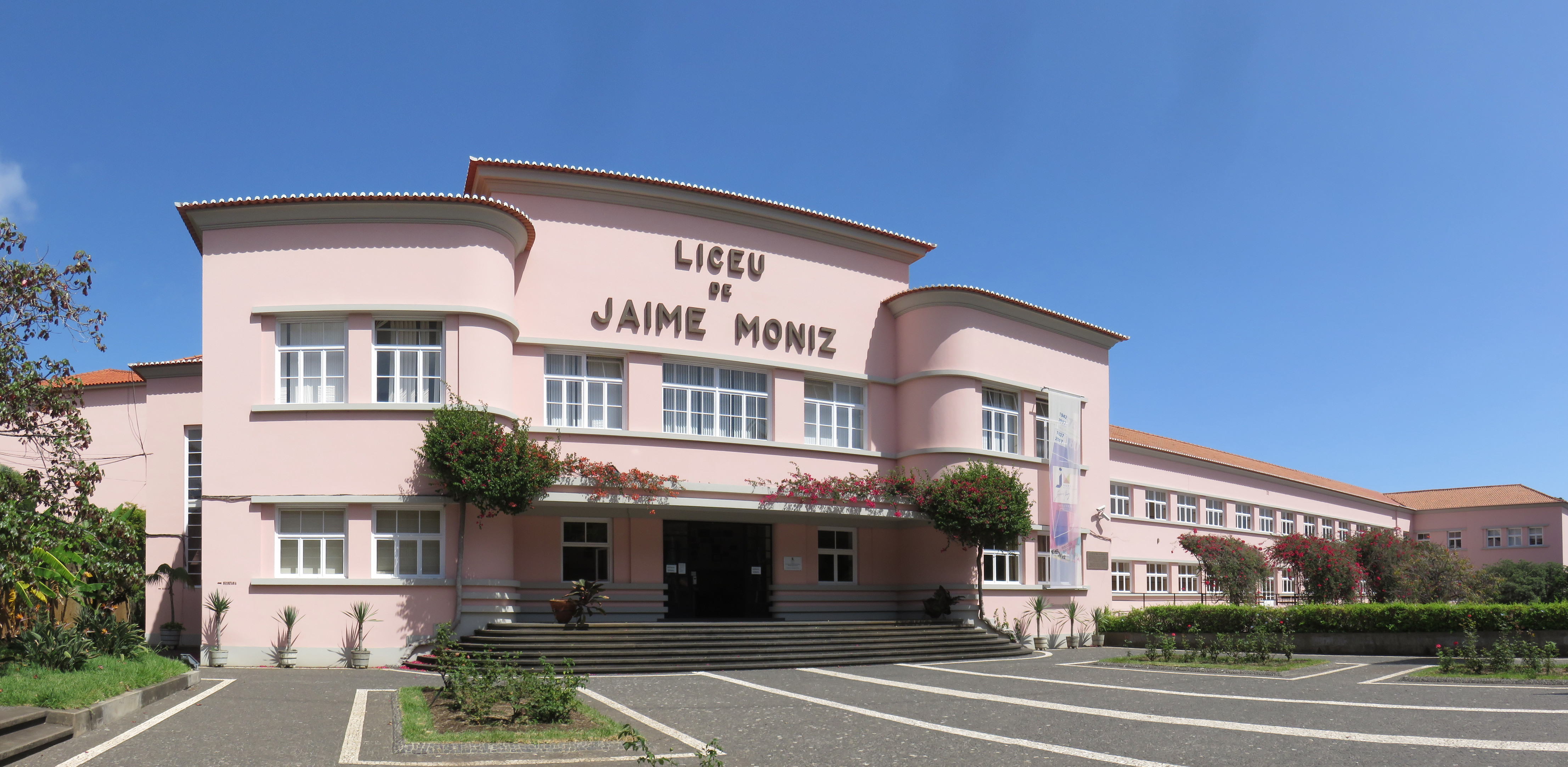
Das Liceu Jaime Moniz in Funchal war 1837 das erste Liceu in Portugal.

Weiterführende Bildung lag in Portugal lange Zeit in Händen geistlicher Orden, und dabei ganz überwiegend bei den Jesuiten. Unter König Dom Manuel wurde der sekundäre Bildungsbereich erstmals unter dem Namen Artes vereinheitlicht, lag aber weiterhin bei den Ordensklöstern. Als erste Klosterschule setzte das Dominikanerkloster (port.: São Domingos) in Lissabon 1517 die Reform um. Diese Colégio genannten weiterführenden Schulen entstanden danach in Klöstern im ganzen Land.
1547 entstand in Coimbra mit dem Colégio das Artes, auch Colégio Real das Artes e Humanidades de Coimbra betitelt, die erste reine Sekundarschule. 1553 gründeten die Jesuiten ihr erstes eigenes Colégio, das Colégio Stº. Antão-o-Velho im Lissabonner Mouraria-Viertel. 1555 übernahmen die Jesuiten auch das Colégio das Artes in Coimbra und es entstanden zahlreiche Colégios der Jesuiten im ganzen Land, die 1561 das Monopol der Hochschulreife in Portugal erhielten. Der Marquês de Pombal, als aufgeklärt-absolutistischer Premierminister ein Gegner der Jesuiten, verwies die Gesellschaft Jesu 1759 des Landes, säkularisierte die Lehrpläne und unterstellte alle Jesuiten-Schulen der neugeschaffenen staatlichen Schulbehörde Direcção-Geral dos Estudos Menores. Bis dahin besuchten etwa 20.000 der geschätzten 25.000 Sekundarschüler des Landes jesuitische Colégios.
Nach der Liberalen Revolution ab 1820 wurde auch das Bildungssystem in Portugal reformiert. Premierminister Passos Manuel führte, nach dem französischen Vorbild des Lycées, im Jahr 1836 das Liceu als einheitliches Gymnasium ein, dessen Abschluss zum Besuch der Universitäten berechtigte, wie zuvor die Colégios der Jesuiten. Das Liceu de Jaime Moniz in Funchal auf der Insel Madeira eröffnete 1837 als erstes Liceu im Land, 1860 wurde in Aveiro der erste Neubau eine Liceus eingeweiht.
1872 erfolgte eine erste tiefgreifende Reform der Sekundarbildung, es entstanden die Liceus erster Klasse mit sechs Schuljahren und Liceus der zweiten Klasse mit vier Schuljahren, zudem entstanden eine Vielzahl Privatschulen. 1895 folgte eine erneute Reform, die u. a. eine zweistufige Sekundarbildung einführte: der fünfjährige Curso Geral und daran anschließend der zweijährige Curso Complementar, dessen Abschluss zum Hochschulbesuch berechtigte. Im Jahr 1900 besuchten 2.848 Schüler die 24 staatlichen Liceus, davon 59 Mädchen. 1.511 Schüler besuchten private Schulen, 247 Sekundarschüler wurden von Privatlehrern unterrichtet.
1905 wurde der bisherige Curso Geral, also die erste Sekundarstufe, in einen 1º. cíclo von drei Jahren und einen 2º. cíclo von zwei Jahren unterteilt. Der Curso Complementar als zweite Sekundarstufe blieb unverändert bei zwei Jahren, wurde aber bereits seit 1880 in eine naturwissenschaftliche (Ciências) und eine geisteswissenschaftliche (Letras) Ausrichtung aufgeteilt, nach deutschem Vorbild. Im Jahr der Ausrufung der Republik (1910) besuchten 8.275 Schüler die 32 öffentlichen Liceus, davon 924 Mädchen, im Jahr 1920 waren es 10.159 Schüler, und im Jahr 1926 besuchten 12.604 Schüler die Liceus, davon 2.960 Mädchen.

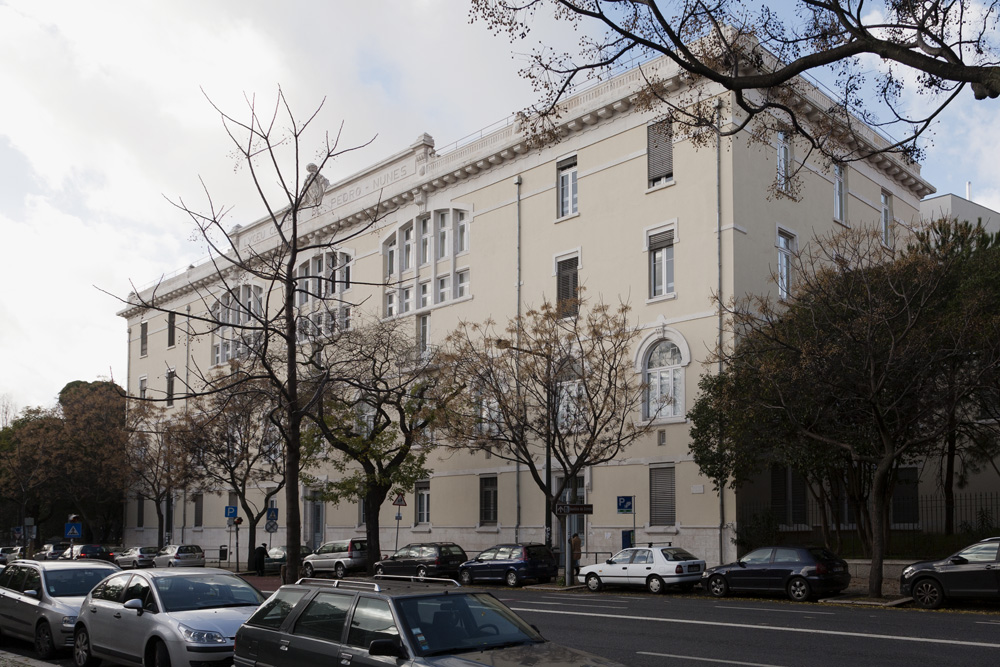
Die 1906 gegründete Escola Secundária Pedro Nunes in Lissabon, ehemals das elitäre Liceu Pedro Nunes.

Unter der 1932 implementierten semifaschistischen Estado-Novo-Diktatur erfolgte, nach ersten inhaltlichen Rückschritten 1936, mit der Reform von 1947/48 eine weitere Zementierung der sozialen Kluft in der Sekundarbildung. So wurde die besser ausgestattete liceale Bildung mit dem Ziel der Hochschulreife und in Abgrenzung dazu die technische Bildung (gemeint ist die berufsvorbereitende Bildung) geschaffen. Im Jahr 1950 besuchten 87.129 Schüler Sekundarschulen, davon 21.966 (mit 1.158 Lehrern) das ensino liceal und 31.159 (mit 1.539 Lehrern) das ensino técnico. 1960 waren es 209.283 Sekundarschüler, mit 111.821 an den Liceus und 97.462 an den Escolas técnicas.
1967 wurde der Ciclo preparatório eingeführt, als einheitliche fünfte und sechste Klasse beider Sekundarschulformen. Die bis hierher nötigen Zugangsprüfungen fielen weg, und an den Escolas técnicas wurden die Cursos Gerais auf drei Jahre reduziert und dafür zweijährige Cursos complementares wie am Liceu eingeführt. 1969 zeigte die Verbreiterung der Sekundarbildung erste Ergebnisse und erreichte 1970 über 404.000 Schüler. Bis 1973 stieg die Zahl weiter auf insgesamt 592.400 Sekundarschüler.
Nach der Nelkenrevolution 1974 und der folgenden tiefgreifenden Demokratisierung aller Gesellschaftsbereiche sollte auch die bisherige zweiklassige Sekundarbildung reformiert werden. 1975 wurden in der Folge die Escolas técnicas abgeschafft und den bisherigen Liceus gleichgestellt, womit die zögerliche Vereinheitlichung der Sekundarbildung seit 1967 stark forciert wurde. Ab 1976 wurden die Jahrgangsstufen sieben, acht und neun der Escolas secundárias nacheinander vereinheitlicht und damit die erste Sekundarstufe (oberhalb des Cíclo preparatório, Klassen fünf und sechs) zusammengeführt. 1979 folgte die Schaffung der einheitlichen Jahrgangsstufen 10 und 11, 1981 folgte die 12. Stufe. Es folgten eine Reihe Reformen, und 1986 eine Verlängerung der allgemeinen Schulpflicht von sechs auf neun Jahre, seit 2009 beträgt sie 12 Jahre.